# Arthur Gensler
Pour les articles homonymes, voir Gensler (homonymie).
 (octobre 2023).
 (octobre 2023).
La mise en forme du texte ne suit pas les recommandations de Wikipédia : il faut le « wikifier ».
Les points d'amélioration suivants sont les cas les plus fréquents. Le détail des points à revoir est peut-être précisé sur la page de discussion.
- Les titres sont pré-formatés par le logiciel. Ils ne sont ni en capitales, ni en gras.
- Le texte ne doit pas être écrit en capitales (les noms de famille non plus), ni en gras, ni en italique, ni en « petit »…
- Le gras n'est utilisé que pour surligner le titre de l'article dans l'introduction, une seule fois.
- L'italique est rarement utilisé : mots en langue étrangère, titres d'œuvres, noms de bateaux, etc.
- Les citations ne sont pas en italique mais en corps de texte normal. Elles sont entourées par des guillemets français : « et ».
- Les listes à puces sont à éviter, des paragraphes rédigés étant largement préférés. Les tableaux sont à réserver à la présentation de données structurées (résultats, etc.).
- Les appels de note de bas de page (petits chiffres en exposant, introduits par l'outil «  Source ») sont à placer entre la fin de phrase et le point final[comme ça].
- Les liens internes (vers d'autres articles de Wikipédia) sont à choisir avec parcimonie. Créez des liens vers des articles approfondissant le sujet. Les termes génériques sans rapport avec le sujet sont à éviter, ainsi que les répétitions de liens vers un même terme.
- Les liens externes sont à placer uniquement dans une section « Liens externes », à la fin de l'article. Ces liens sont à choisir avec parcimonie suivant les règles définies. Si un lien sert de source à l'article, son insertion dans le texte est à faire par les notes de bas de page.
- La présentation des références doit suivre les conventions bibliographiques. Il est recommandé d'utiliser les modèles {{Ouvrage}}, {{Chapitre}}, {{Article}}, {{Lien web}} et/ou {{Bibliographie}}. Le mode d'édition visuel peut mettre en forme automatiquement les références.
- Insérer une infobox (cadre d'informations à droite) n'est pas obligatoire pour parachever la mise en page.

Pour une aide détaillée, merci de consulter Aide:Wikification.
Si vous pensez que ces points ont été résolus, vous pouvez retirer ce bandeau et améliorer la mise en forme d'un autre article.
M. Arthur Gensler, né le 12 juillet 1935 à Brooklyn, est un architecte et entrepreneur américain, fondateur de la firme Gensler.

## Biographie

### Jeunesse et éducation
Art Gensler est né le 12 juillet 1935 dans l'arrondissement de Brooklyn, à New York. Il est le fils unique de Millard Arthur Gensler, vendeur de dalles de plafond, et de Gertrude Gensler qui travaillait pour une compagnie de téléphonie mobile. Déjà, tout petit, il s'amusait avec des ensembles Erector et des Lincolns Logs et déchiquetait des magazines en quête d'articles d'architectures. Il fait son Lycée dans le Long Island et poursuit plus tard ses études supérieures à l'Université Cornell. En 1958, il obtient un Baccalauréat en architecture, soit près d'un an après son mariage avec Drue Gensler. Il travaille ensuite pour des cabinets de design en Jamaïque et à New York avant de poser ses valises à San Francisco, en 1962. Employé d'abord par l'architecte William Wurster, il décide de voler de ses propres ailes et fonde, avec sa femme ainsi que James Follet, l'entreprise Gensler, en 1965.

## Carrière
Après avoir passé six mois dans l'armée dans le cadre de ses obligations au ROTC, il s'installe d'abord sur la Côte Est, en Jamaïque. Après quelques séjours dans les cabinets d'architecture jamaïcains, il se déplace à San Francisco, aux États-Unis. Avant de créer sa propre entreprise d’architecture, il a acquis de l’expérience en travaillant notamment pour William Pereira, propriétaire de l’entreprise William Pereira & Associés, soit une importante firme d’architecture en Californie. Il a aussi, par la suite, travaillé pour la firme de William Wurster, un grand architecte de renommée à l’époque.   
Au lancement de son cabinet d'architecture, il voulait seulement faire du remodelage de garages. Cependant, il constate un désintéressement généralisé des cabinets d'architecture en ce qui concerne l'architecture d'intérieur et décide d'en faire une spécialité. Il contribue ainsi à l'essor de la pratique et contribue grandement à son développement.
Tout au long de sa carrière, il est vu comme aimable et sachant créer facilement des liens avec les autres. Ces qualités lui permettront d'obtenir des contrats juteux, comme par la suite de sa rencontre avec Don Fisher, ou sa rencontre avec Steve Jobs, tous deux fondateurs des multinationales Gap et Apple. Il aura d'ailleurs le privilège de collaborer intimement avec ce dernier et sera à l'origine des designs des premiers Apple Store.

## Son entreprise
C’est en 1965, à San Francisco, en Californie, qu’Arthur Gensler, à l’aide de sa femme Drue Gensler et de James Follet, a fondé sa société sous le nom de «Gensler». À l’époque, la société était relativement petite. M. Follet était le seul dessinateur et l’espace de travail était un bureau loué à un autre architecte de San Francisco. Gensler est rapidement devenu internationale dans le domaine de l’architecture, de la conception intérieure, de la planification urbaine et du design.  La firme Gensler a étendu ses activités à l’échelle internationale, avec des bureaux dans le monde entier. De nombreux projets d’envergures à travers le monde y ont été réalisés.  Par exemple, des projets de bureaux d’entreprise, des espaces commerciaux, des centres de congrès et bien d’autres.

## Projets d'envergure réalisés par les firmes
San Francisco International Airport, (San Francisco, California) 
Marriott International Global Headquarters, (Bethesada, Maryland)
Viettel Group Headquarters, (Hanoi, Vietnam)

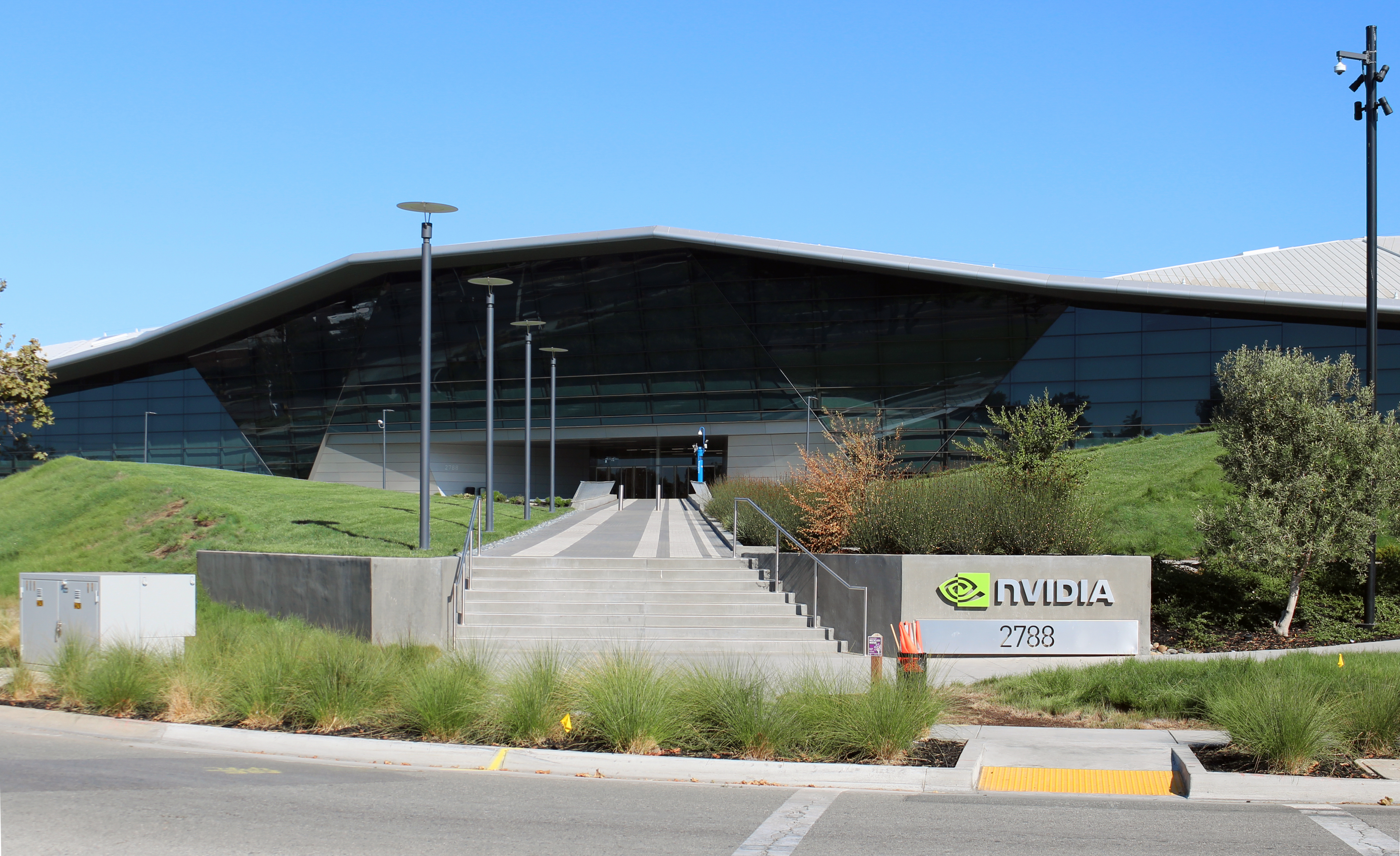
NVIDIA Headquarters

The Hub on Causeway, (Boston, Massachusetts)
Incheon International airport, (Incheon, South Korea)
Fifth + Broadway, (Nashville, Tennessee)

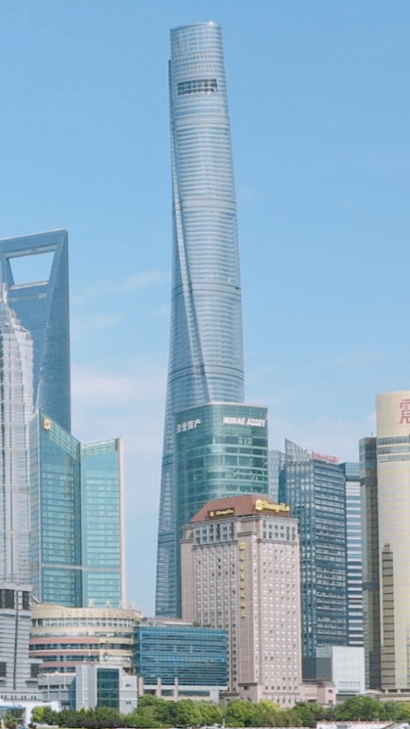
Shanghaï Tower

633 Folsom, (San Francisco, California)
Jackie Robinson Museum, ( New York, New York)
Jonhson Controls Headquarters, Asia Pacific , (Shanghai, China)
1 St. Clair West, (Toronto, Ontario)
Shanghai Tower, (Shanghai, China)
Under Armour Global Headquarters, (Baltimore, Maryland)
Willis Tower Repositioning, (Chicago, Illinois)
Nekajui Ritz Carlton Reserve, (Liberia, Guanacaste, Costa Rica)
CSULB Parkside North Residence Hall ans Housing Administration Building, (Long Beach, California)
Los Angeles Chargers Headquarters and Training Facility, (El Segundo, California)
NVIDIA, (Santa Clara, California)
Walt Disney World Swan Reserve, (Orlando, Florida)
West Virginia University Reynolds Hall, Jonh Chambers College of Buisiness and Economics, (Morgantown, West Virginia)
U.S. General Services Administration, Federal Office Building, (Miramar, Florida)
Zhangjiang Twin Towers, (Shanghai, China) 
3151 Market Street, (Philadelphia, Pennsylvania)

## Philanthropie
Au travers de Gensler Family Foundation, la famille Gensler fait des donations pour encourager la recherche gériatrique. Elle soutient aussi le programme d'architecture de l'Université Cornell a hauteur de $10 million et Art siège jusqu'en 2021 à la présidence du conseil d'administration du California College of the Arts.

## Vie privée

### Famille
Art Gensler se marie avec Drue Gensler en 1957. Ils ont ensemble quatre enfants dont David de Sebastopol, Robert de Rancho Sante Fe, Douglas de Winchester, et Kenneth de Carlsbad. Ils ont aussi dix petits-enfants et un arrière-petit-enfant.

### Décès
Art Gensler est décédé le 10 mai 2021 à l’âge de 85 ans dû à des complications d'une maladie pulmonaire. Son décès a été ressenti comme une perte majeure pour l’industrie de l’architecture et du design. Son entreprise, Gensler, continue de prospérer à l’échelle internationale et continue de poursuivre son héritage. Il aura marqué ce monde grâce à son leadership et son engagement envers l’innovation et la qualité dans le domaine.

## Sources
1. ↑  (en) https://www.middlebury.edu/announcements/memoriam/2017/07/memoriam-drue-gensler-57-former-trustee
2. 1 2 3 4  Harrison Smith, « Art Gensler, who built one of the world’s largest architecture firms, dies at 85 », sur Washington Post, 18 mai 2021 (consulté le 19 octobre 2023)
3. ↑  (en) « M. Arthur Gensler Jr. | AAP Alumni Archive », sur alumni-archive.aap.cornell.edu (consulté le 21 octobre 2023)
4. ↑  Oscar Holland, « Art Gensler, founder of the world’s largest architecture firm, has died aged 85 », sur CNN, 12 mai 2021 (consulté le 24 octobre 2023)
5. ↑  Gensler, « About Gensler » [PDF], sur www.gensler.com, 2022 (consulté le 11 octobre 2023)
6. ↑  (en) Oscar Holland, « Art Gensler, founder of the world's largest architecture firm, has died aged 85 », sur CNN, 12 mai 2021 (consulté le 25 octobre 2023)
7. ↑  Harrison Smith, « Art Gensler, qui a fondé l'un des plus grands cabinets d'architecture au monde, est décédé à 85 ans. », Journal,‎ 18 mai 2021 (lire en ligne )